# 665
665 (DCLXV) fue un año común comenzado en miércoles del calendario juliano, en vigor en aquella fecha.

## Nacimientos
- Otomo no Tabito, poeta japonés.

## Fallecimientos
- 16 de abril: Fructuoso de Braga, monje y obispo visigodo, venerado como santo.